# Пляжная улица (Сестрорецк)
Пля́жная улица — улица в городе Сестрорецке Курортного района Санкт-Петербурга. Проходит от Курортной до Огородной улицы.

## История
Первоначально это был Примо́рский проспект. Топоним появился в начале XX века и связан с тем, что дорога проходит вдоль Финского залива Балтийского моря.
14 января 1974 года проспект был переименован в Пляжную улицу — одновременно с наименованием Приморского шоссе. Новое название связано с тем, что между улицей и Финским заливом находится пляж.

## Перекрёстки
- Садовая улица
- Ботаническая улица
- Ермоловский проспект
- Никитинская улица
- Огородная улица